# 公民毒魔：毒魔復仇4
《公民毒魔：毒魔復仇4》（英語：Citizen Toxie: The Toxic Avenger IV）是一部2000年美國超級英雄喜劇血腥虐殺電影，由勞埃德·考夫曼執導並與派翠克·卡西迪（Patrick Cassidy）、尊特·赫嘉、蓋布瑞·佛瑞德曼（Gabriel Friedman）合作編劇。本片為1984年電影《毒魔復仇》的直接續集，而忽視了負評居多的前兩集。劇情講述毒魔復仇者（The Toxic Avenger）必須保護朋友免受自己邪惡的平行宇宙分身——惡毒犯罪者（The Noxious Offender）的傷害。
電影2000年10月8日登上錫切斯影展舉行首映，2001年11月2日紐約市上映。

## 劇情
當臭名昭著的尿布黑手黨劫持（Diaper Mafia）紐澤西州特羅馬市（Tromaville）的特殊學校時，城市英雄「毒魔復仇者」和肥胖的助手拉達斯現身打擊罪犯，但仍無法及時阻止炸彈的引爆。毒魔雖然倖存，爆炸卻導致特羅馬市與鏡像維度的阿莫特市（Amortville）之間產生維度撕裂；毒魔被困在遍地犯罪的阿莫特市，而毒魔邪惡的另一維度存在「惡毒犯罪者」則來到特羅馬市，但市民們不知道這一轉變。惡毒隨意殺人，讓戈德堡市長決定召集能找來的超級英雄來對付惡毒，其中包括酗酒的紐約市英雄、毒魔的朋友「歌舞伎人」。
毒魔與特殊學校的倖存學生「蜜糖」、提托在阿莫特市一起行動，並認識了只剩一顆頭卻還能存活的黑人龐培。毒魔在一間整容整所的熱狗工廠與邪惡歌舞伎人交手，並救出遭對方捉住的蜜糖等人。與此同時，惡毒與特羅馬市心懷不軌的警察局長合作，建立起自己的納粹犯罪帝國，並殺害了戈德堡市長、歌舞伎人以外的英雄；毒魔的妻子莎拉懷了兩個不同父親的孩子，其中一個來自惡毒。
拉達斯在阿莫特市的分身切斯特是落魄的粒子物理學家，與女友克萊兒（莎拉的分身）幫助毒魔和蜜糖返回特羅馬市，提托則決定留在阿莫特市，成為「弱智復仇者」。毒魔從歌舞伎人那得知莎拉在醫院而隻身前往，並一路過關斬將，殺死了包括警察局長在內的納粹手下。毒魔來到莎拉的病房，與惡毒展開決戰，同時莎拉肚子裡的兩個胎兒也打了起來。毒魔最後取勝並殺死了惡毒，毒魔的兒子也在莎拉的肚子裡戰勝了對手。
莎拉順利生下了毒魔的兒子，擁有和毒魔相似的長相，但莎拉還生下了另一個孩子：歌舞伎人的孩子；歌舞伎人先前在喝醉的情況下無意識上了被惡毒綁在床上的昏迷莎拉。這令毒魔生氣地想追打歌舞伎人。

## 演員
- 大衛·馬提（David Mattey）飾演馬文·佛瑞德／毒魔復仇者（Melvin Ferd / The Toxic Avenger）
  - 大衛·馬提亦飾演惡毒犯罪者（The Noxious Offender）／切斯特的口交顧客
  - 克萊德·路易（Clyde Lewis）配音毒魔復仇者／惡毒犯罪者
  - 馬克·托爾格爾（Mark Torgl）飾演邪惡馬文（Evil Melvin）
- 海蒂·舒爾森（Heidi Sjursen）飾演莎拉／克萊兒（Sarah / Claire）
- 保羅·基姆斯（Paul Kyrmse）飾演歌舞伎人
  - 保羅·基姆斯亦飾演邪惡歌舞伎人（Evil Kabukiman）
- 喬·弗萊沙克（英语：Joe Fleishaker）飾演切斯特／拉達斯（Chester / Lardass）
- 丹·斯諾（Dan Snow）飾演卡金斯基中士（Sergeant Kazinski）
- 麥可·巴丁格（Michael Budinger）飾演提托（Tito）
- 麗莎·泰雷扎基斯（Lisa Terezakis）飾演「蜜糖」（"Sweetie Honey"）
- 貝瑞·布里斯科（Barry Brisco）飾演龐培（Pompey）
- 黛比·羅尚飾演韋納女士（Ms. Weiner）
- 羅恩·傑里米飾演戈德堡市長（Mayor Goldberg）
- 瑞克·柯林斯（Rick Collins）飾演警察局長
- 尊特·赫嘉（英语：Trent Haaga）飾演特克斯·尿布（Tex Diaper）
- 迦勒·愛默生（Caleb Emerson）飾演雷克斯·尿布（Rex Diaper）
- 雅尼夫·莎朗（Yaniv Sharon）飾演萊克斯·尿布（Lex Diaper）
- 詹姆斯·岡恩飾演弗萊姆·霍金博士（Dr. Flem Hocking）
- 斯克拉兄弟（英语：Sklar Brothers）飾演傑森·迪亞茲（Jason Diaz）／傑森·岡薩雷斯（Jason Gonzales）
- 小亨利·喬瑟夫·納西夫（英语：Hank the Angry Drunken Dwarf）飾演上帝
- 柯瑞·費德曼（英语：Corey Feldman）飾演「變態」芬克爾斯坦（"Kinky" Finkelstein）
- 阿尔·戈德斯坦飾演戈德堡市長的新聞秘書
- 湯姆·弗爾普（英语：Tom Fulp）飾演新浪潮畫家
- 凯文·伊斯特曼飾演被惡毒殺死的自行車男
- 茱莉·史特蘭飾演被惡毒殺死的特羅馬杜（Tromadu）模特兒
- 萊米飾演萊米
- 艾利·羅斯飾演受驚的特羅馬市（Tromaville）民
- 蒂芬妮·薛皮絲（英语：Tiffany Shepis）飾演美麗的解說舞者
- 塞萊斯特·奧克塔維亞（Celeste Octavia）飾演迷人的婦科美國人
- 黛文·德瓦斯奎茲（英语：Devin DeVasquez）飾演迷人的婦科美國人
- 馬蘇伊米·馬克斯（Masuimi Max）飾演迷人的婦科美國人
- 吉爾·布朗頓（Gil Brenton）飾演華倫（Warren）
- 萊諾拉·克萊爾（英语：Lenora Claire）飾演她自己（未掛名）
- 特羅梅麗莎·賽塔爾（Tromelissa Saytar）飾演女同性戀藝術學生
- 卡拉·皮凡斯基（Carla Pivonski）飾演比基尼主持人薩曼莎·錢伯斯（Bikini Anchor Samantha Chambers）
- 奧利維爾·坦頓（Olivier Tendon）飾演海豚人（Dolphin Man）／歌舞伎人的酒友
- 休·海夫納飾演美國總統（未掛名）
- 勞埃德·考夫曼飾演公共廣告上的人

## 續集
《公民毒魔：毒魔復仇4》發布後不久，導演勞埃德·考夫曼宣布了第五部電影，名為《毒魔雙子：毒魔復仇5》（英語：Toxic Twins: The Toxic Avenger V）。2010年，一份新聞稿宣布科林·麥考伊（英語：Collyn McCoy）將擔任編劇。考夫曼在2013年、2016年為該片拍攝了宣傳片，但續集製作遲遲還未正式展開。2018年，考夫曼表示，第五部電影仍與重啟電影同時開發中。此前，劇本已經完成，預算僅10萬美元，片中毒魔的兩個孩子在第四集的20年後長大成人。

## 外部連結
- 官方网站
- 互联网电影数据库（IMDb）上《公民毒魔：毒魔復仇4》的资料（英文）
- 爛番茄上《公民毒魔：毒魔復仇4》的資料（英文）